# 张立贵
张立贵（1942年—2021年2月24日），男，辽宁人，中华人民共和国政治人物，曾任中国邮电电信总局局长，中国移动通信集团公司总经理，第十届全国政协委员。